# Record du monde du lancer du disque
Pour un article plus général, voir Records du monde d'athlétisme.
Les records du monde du lancer du disque sont actuellement détenus par le Lituanien Mykolas Alekna, hauteur de 75,56 m, le 13 avril 2025 à Ramona aux États-Unis, et par l'Allemande Gabriele Reinsch, créditée de 76,80 m le 9 juillet 1988 à Neubrandenbourg, en Allemagne. Le disque pèse 2 kg chez les hommes et chez les femmes il est plus petit et fait 1kg.
Le premier record du monde du lancer du disque masculin homologué par World Athletics est celui de l'Américain James Duncan en 1912 avec la marque de 47,58 m. Eric Krenz est le premier discobole à atteindre les 50 mètres (en 1930), Jay Silvester les 60 mètres (en 1961) et Mac Wilkins les 70 mètres (en 1976).
La Française Yvonne Tembouret est la première détentrice du record mondial féminin, en 1923, avec 27,39 m. La Soviétique Nina Dumbadze est la première à réussir un lancer au-delà des 50 mètres (en 1948), l'Allemande Liesel Westermann la première au-delà des 60 mètres (en 1967), et la Soviétique Faïna Melnyk la première au-delà des 70 mètres (en 1975).

## Record du monde masculin

### Premiers records
Le premier record du monde masculin du lancer du disque homologué par l'IAAF est celui de l'Américain James Duncan qui établit la marque de 47,58 m le 27 mai 1912 à New York. 
Le 14 septembre 1924, à Chicago, Thomas Lieb l'améliore de 3 cm avec 47,61 m, avant que Glenn Hartranft ne réalise 47,89 m le 2 mai 1925 à San Francisco. Le 2 avril 1926, l'autre américain Clarence Houser, champion olympique en 1924 et 1928 et pionnier du lancer du disque moderne, porte le record du monde à 48,20 m à Palo Alto.
L'Américain Eric Krenz, qui fixe tout d'abord le record mondial à 49,90 m le 9 mars 1929 à Palo Alto, devient le premier discobole à dépasser les cinquante mètres en établissant la marque de 51,03 m le 17 mai 1930, toujours à Palo Alto, performance améliorée quelques semaines plus tard, le 23 août 1930 par Paul Jessup avec 51,73 m. La suprématie des athlètes américains prend fin le 25 août 1934 lorsque le Suédois Harald Andersson réalise un lancer à 52,42 m à Oslo, record du monde porté par la suite à 53,10 m par l'Allemand Willy Schröder le 28 avril 1935 à Magdebourg. Le 20 juin 1941, l'Américain Archie Harris établit une nouvelle meilleure marque mondiale avec 53,26 m.

### D'Adolfo Consolini à Al Oerter

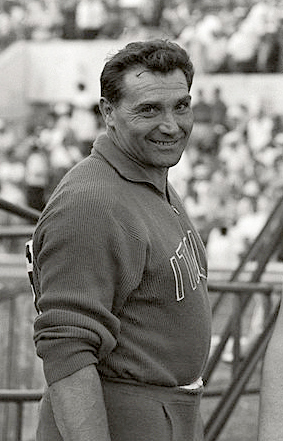
Adolfo Consolini améliore à trois reprises le record du monde du lancer du disque.

L'Italien Adolfo Consolini, qui améliore de 8 cm le record du monde de Archie Harris avec 53,34 m le 26 octobre 1941 à Milan, porte celui-ci à 53,34 m le 14 avril 1946, toujours à Milan, avant que l'Américain Bob Fitch ne se l'attribue en réalisant 54,93 m le 8 juin 1946 à Minneapolis. Adolfo Consolini, champion olympique en 1948 et rarement battu de 1946 à 1955, améliore de 70 cm le record mondial de Bob Fitch en le portant à 55,33 m le 10 octobre 1948 à Milan. 
Le 9 juillet 1949, l'Américain Fortune Gordien améliore de plus d'un mètre le record mondial de l'Italien en établissant un lancer à 56,46 m à Lisbonne, avant de fixer la meilleure marque mondiale à 56,97 m, un mois plus tard, le 14 août 1949 à Hameenlinna en Finlande. Le 20 juin 1953, à Lincoln dans le Nebraska, son compatriote Sim Iness, champion olympique du disque en 1952, devient le nouveau détenteur du record du monde en ajoutant plus d'un mètre au lancer de Gordien avec 57,93 m. Moins d'un mois après, à Pasadena, Fortune Gordien reprend son bien en améliorant à deux reprises le record de Sim Iness, une première fois le 11 juillet avec 58,10 m, et une seconde fois le 22 août avec 59,28 m.
Le 14 juin 1959, le Polonais Edmund Piątkowski, champion d'Europe en 1958, devient le nouveau détenteur du record du monde en effectuant un lancer à 59,91 m à Varsovie, performance égalée par l'Américain Rink Babka le 12 août 1960 à Walnut en Californie. Le 11 août 1961, à Francfort, l'Américain Jay Silvester devient officiellement le premier discobole à dépasser la limite des soixante mètres en exécutant un lancer à 60,56 m, performance qu'il améliore de 16 cm neuf jours plus tard à Bruxelles en 60,72 m. Dès l'année suivante, son compatriote Al Oerter, qui remportera quatre titres olympiques consécutifs au lancer du disque de 1956 à 1968, améliore le record du monde de Jay Silvester en le portant à 61,10 m le 18 mai 1962 à Los Angeles. 
Dépossédé provisoirement de ce record par le Soviétique Vladimir Trusenyov qui établit 61,64 m le 4 juin 1962 à Leningrad, Oerter améliore par la suite trois fois consécutivement ce record, établissant 62,45 m le 1er juillet 1962 à Chicago, puis 62,62 m le 27 avril 1963 à Walnut, et enfin 62,94 m le 25 avril 1964, toujours à Walnut. Le Tchécoslovaque Ludvík Daněk améliore à deux reprises le record du monde d'Al Oerter : une première fois le 2 août 1964 à Turnov avec 64,55 m, et une seconde fois le 12 octobre 1965 à Sokolov avec 65,22 m. Le 25 mai 1968, sept ans après avoir battu son premier record du monde, Jay Silvester améliore de plus d'un mètre la performance de Ludvík Daněk en réalisant un lancer à 66,54 m le 25 mai 1968 à Modesto, avant de le porter le record à 68,40 m le 18 septembre de la même année à Reno.

### De Jürgen Schult à Mykolas Alekna

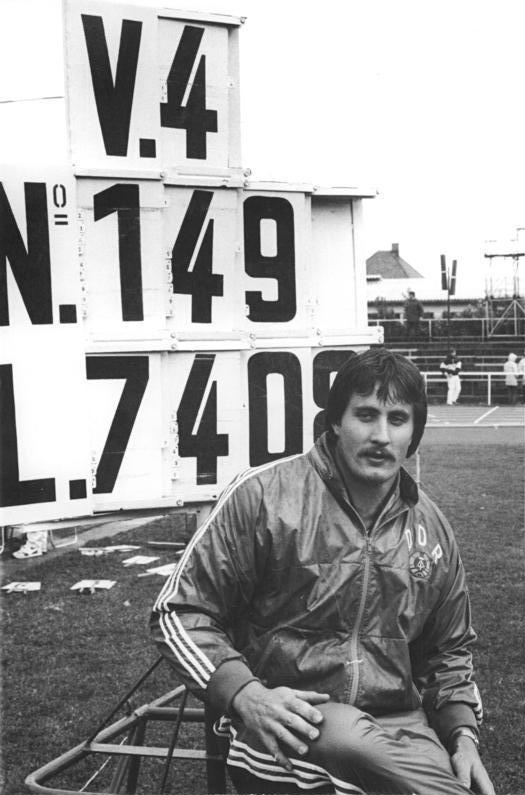
Jürgen Schult lors de son record du monde du lancer du disque, en 1986.

Le record du monde de Jay Silvester, qui est égalé par le Suédois Ricky Bruch le 5 juillet 1972 à Stockholm, n'est amélioré que le 14 mars 1975 par le Sud-Africain John van Reenen qui réalise 68,48 m à Stellenbosch. Quelques semaines plus tard, le 4 mai 1975, l'Américain John Powell bat de soixante centimètres le record du monde de John van Reenen en le portant à 69,08 m à Long Beach en Californie. 
En 1976, son compatriote Mac Wilkins, champion olympique cette même année à Montréal, établit quatre records du monde consécutifs. Auteur de 69,18 m le 24 avril à Walnut, il améliore à trois reprises ce record lors d'un même concours, le 1er mai 1976 à  San José, avec 69,80 m, 70,24 m et 70,86 m, devenant à cette occasion le premier athlète à dépasser les soixante-dix mètres au lancer du disque. Le 9 août 1978, l'Est-allemand Wolfgang Schmidt devient le nouveau détenteur du record du monde en atteignant la marque de 71,16 m à Berlin, record amélioré cinq ans plus tard par le Soviétique Yuriy Dumchev, auteur de 71,86 m le 29 mai 1983 à Moscou.
Le 6 juin 1986, à Neubrandenburg lors des sélections est-allemandes pour les championnats d'Europe, l'Est-allemand Jürgen Schult, qui n'avait jamais encore dépassé les 70 m, établit un nouveau record du monde du lancer du disque avec 74,08 m, améliorant de plus de deux mètres l'ancienne meilleure marque mondiale de Yuriy Dumchev. 
Le 14 avril 2024, à l’occasion du Oklahoma Throws Series World invitational à Ramona en Oklahoma aux États-Unis, le Lituanien Mykolas Alekna atteint la marque de 74,35 m, aidé par un fort vent, et améliore de 27 cm la performance de Jürgen Schult datant de 1986, le record du monde d'athlétisme masculin le plus ancien. Son père Virgilijus détenait la deuxième performance de l’histoire derrière Schult (73,88 m en 2000).
Le 13 avril 2025, lors de l’Oklahoma Throws Series World invitational à Ramona en Oklahoma aux États-Unis, le Lituanien Mykolas Alekna a établi un nouveau record du monde. Dès son premier essai, il a lancé le disque à 74,89 m, battant ainsi son propre record du monde réalisé un an plus tôt au même endroit. Il a ensuite amélioré cette marque au quatrième essai avec un lancer à 75,56 m, devenant ainsi le premier athlète de l’histoire à franchir la barre des 75 mètres dans cette discipline.

### Progression du record du monde
42 records du monde masculins du lancer du disque ont été homologués par l'IAAF.
| Marque  | Athlète            | Lieu           | Date              |
| ------- | ------------------ | -------------- | ----------------- |
| 47,58 m | James Duncan       | New York       | 27 mai 1912       |
| 47,61 m | Thomas Lieb        | Chicago        | 14 septembre 1924 |
| 47,89 m | Glenn Hartranft    | San Francisco  | 2 mai 1925        |
| 48,20 m | Bud Houser         | Palo Alto      | 2 avril 1926      |
| 49,90 m | Eric Krenz         | Palo Alto      | 9 mars 1929       |
| 51,03 m | Eric Krenz         | Palo Alto      | 17 mai 1930       |
| 51,73 m | Paul Jessup        | Pittsburgh     | 23 août 1930      |
| 52,42 m | Harald Andersson   | Oslo           | 25 août 1934      |
| 53,10 m | Willy Schröder     | Magdebourg     | 28 avril 1935     |
| 53,26 m | Archibald Harris   | Palo Alto      | 20 juin 1941      |
| 53,34 m | Adolfo Consolini   | Milan          | 26 octobre 1941   |
| 54,23 m | Adolfo Consolini   | Milan          | 14 avril 1946     |
| 54,93 m | Bob Fitch          | Minneapolis    | 8 juin 1946       |
| 55,33 m | Adolfo Consolini   | Milan          | 10 octobre 1948   |
| 56,46 m | Fortune Gordien    | Lisbonne       | 9 juillet 1949    |
| 56,97 m | Fortune Gordien    | Hameenlinna    | 14 août 1949      |
| 57,93 m | Sim Iness          | Lincoln        | 20 juin 1953      |
| 58,10 m | Fortune Gordien    | Pasadena       | 11 juillet 1953   |
| 59,28 m | Fortune Gordien    | Pasadena       | 22 août 1953      |
| 59,91 m | Edmund Piątkowski  | Varsovie       | 14 juin 1959      |
| 59,91 m | Rink Babka         | Walnut         | 12 août 1960      |
| 60,56 m | Jay Silvester      | Francfort      | 11 août 1961      |
| 60,72 m | Jay Silvester      | Bruxelles      | 20 août 1961      |
| 61,10 m | Al Oerter          | Los Angeles    | 18 mai 1962       |
| 61,64 m | Vladimir Trusenyev | Leningrad      | 4 juin 1962       |
| 62,45 m | Al Oerter          | Chicago        | 1er juillet 1962  |
| 62,62 m | Al Oerter          | Walnut         | 27 avril 1963     |
| 62,94 m | Al Oerter          | Walnut         | 25 avril 1964     |
| 64,55 m | Ludvík Daněk       | Turnov         | 2 août 1964       |
| 65,22 m | Ludvík Daněk       | Sokolov        | 12 octobre 1965   |
| 66,54 m | Jay Silvester      | Modesto        | 25 mai 1968       |
| 68,40 m | Jay Silvester      | Reno           | 18 septembre 1968 |
| 68,40 m | Ricky Bruch        | Stockholm      | 5 juillet 1972    |
| 68,48 m | John van Reenen    | Stellenbosch   | 14 mars 1975      |
| 69,08 m | John Powell        | Long Beach     | 3 mai 1975        |
| 69,18 m | Mac Wilkins        | Walnut         | 24 avril 1976     |
| 69,80 m | Mac Wilkins        | San Jose       | 1er mai 1976      |
| 70,24 m | Mac Wilkins        | San Jose       | 1er mai 1976      |
| 70,86 m | Mac Wilkins        | San Jose       | 1er mai 1976      |
| 71,16 m | Wolfgang Schmidt   | Berlin         | 9 août 1978       |
| 71,86 m | Yuriy Dumchev      | Moscou         | 29 mai 1983       |
| 74,08 m | Jürgen Schult      | Neubrandenburg | 6 juin 1986       |
| 74,35 m | Mykolas Alekna     | Ramona         | 14 avril 2024     |
| 74,89 m | Mykolas Alekna     | Ramona         | 13 avril 2025     |
| 75,56 m | Mykolas Alekna     | Ramona         | 13 avril 2025     |

## Record du monde féminin

### Au-delà des 60 mètres

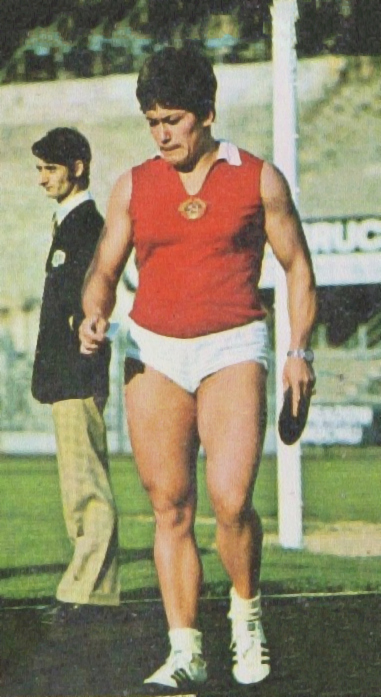
Faïna Melnyk améliore à onze reprise le record du monde du lancer du disque.

L'Allemande de l'Ouest Liesel Westermann est la première athlète à lancer le disque au-delà des 60 mètres, le 5 novembre 1967 à São Paulo avec 61,26 m, améliorant de près d'1,50 m le record du monde de Tamara Press. Le 26 mai 1968, à Regis-Breitingen, l'Est-allemande Christine Spielberg améliore de 38 cm la marque de Westermann en effectuant un jet à 61,64 m. Liesel Westermann reprend le record du monde trois mois plus tard le 24 juillet 1968 à Werdohl avec 62,54 m, puis l'améliore à deux reprises : une première fois le 18 juin 1969 à Berlin avec 62,70 m, et une deuxième fois le 27 septembre 1969 à Hambourg avec 63,96 m.
Le 12 août 1971 en finale des championnats d'Europe à Helsinki, la Soviétique Faïna Melnyk améliore de 26 cm le record mondial de Liesel Westermann en atteignant la marque de 64,22 m. Elle bat de nouveau ce record le 4 septembre 1971 à Munich avec 64,88 m, le 31 mai 1972 à Moscou avec 65,42 m, le 24 juin 1972 à Augsbourg avec 65,48 m, et enfin le 4 août 1972 à Moscou avec 66,76 m, peu avant son titre olympique à Munich. 
L'Argentine Argentina Menis met provisoirement fin à la série de Faïna Melnyk en portant le record du monde à 67,32 m le 23 septembre 1972 à Bucarest, mais la Soviétique réalise trois nouveaux records mondiaux lors de la saison 1973 : 67,44 m le 25 mai 1973 à Riga, 67,58 m le 11 juillet 1973 à Moscou, et 69,49 m le 7 septembre 1973 à Édimbourg. Le 27 mai 1974, à Prague peu avant son deuxième titre de championne d'Europe, elle porte le record du monde à 69,90 m.

### Limite des 70 mètres

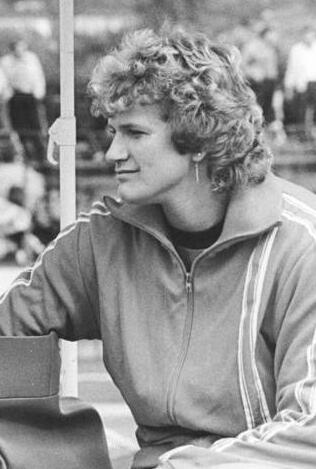
Gabriele Reinsch, détentrice du record du monde féminin depuis 1988.

Faïna Melnyk devient la première discobole féminine à dépasser la limite des 70 mètres en réalisant 70,20 m le 20 août 1975 au cours du meeting Weltklasse de Zurich. Le 24 avril 1976, elle atteint la marque de 70,50 m à Sotchi lors du meeting du Mémorial Znamensky. En cinq ans, de 1971 à 1976, elle fait évoluer le record mondial de plus de six mètres.
Deux ans plus tard, l'Est-allemande Evelin Jahl met fin au règne de Faïna Melnyk en établissant la marque de 70,72 m le 12 août 1978 à Dresde.
Le 10 mai 1980, Evelin Jahl porte son propre record du monde à 71,50 m à Potsdam au cours des qualifications olympiques, quelques semaines avant son titre olympique qu'elle obtiendra à Moscou. Le 15 juillet de la même année, la Bulgare Maria Petkova réalise 71,80 m à Sofia durant les championnats nationaux par équipes, ajoutant 30 cm au record du monde de Jahl.  
Le 22 mai 1983 à Leselidze, la Soviétique Galina Savinkova porte le record du monde à 73,26 m et améliore de près d'1,50 m la marque de Maria Petkova.
Deux records du monde du lancer du disque sont battus lors de la saison 1984 : le premier le 17 août à Prague au cours des Spartakiades par l'Est-allemande Irina Meszynski qui améliore le record mondial de Savinkova de 10 cm avec 73,36 m, et le deuxième le 26 août à Nitra par la Tchécoslovaque Zdenka Šilhavá qui réalise un lancer à 74,56 m, plus d'un mètre de mieux que Meszynski.
Le 9 juillet 1988 à l'occasion de la rencontre d'athlétisme entre l'Allemagne de l'Est et l'Italie à Neubrandenbourg, l'Est-allemande Gabriele Reinsch améliore de plus de deux mètres le record du monde de Zdenka Šilhavá en réalisant dès son premier essai un lancer à 76,80 m. Cette marque constitue toujours la meilleure performance féminine de tous les temps et figure parmi les records du monde d'athlétisme les plus anciens.

### Progression
55 records du monde féminins du lancer du disque ont été ratifiés par World Athletics.
| Marque   | Athlète             | Lieu             | Date               |
| -------- | ------------------- | ---------------- | ------------------ |
| 27,39 m  | Yvonne Tembouret    | Paris            | 23 septembre 1923  |
| 27,70 m  | Lucie Petit         | Paris            | 14 juillet 1924    |
| 28,325 m | Lucie Petit         | Bruxelles        | 21 juillet 1924    |
| 30,225 m | Lucienne Velu       | Paris            | 14 septembre 1924  |
| 31,15 m  | Maria Vidlaková     | Prague           | 11 octobre 1925    |
| 34,15 m  | Halina Konopacka    | Varsovie         | 23 mai 1926        |
| 38,34 m  | Milly Reuter        | Brunswick        | 22 août 1926       |
| 39,18 m  | Halina Konopacka    | Varsovie         | 4 septembre 1927   |
| 39,62 m  | Halina Konopacka    | Amsterdam        | 31 juillet 1928    |
| 40,345 m | Jadwiga Wajs        | Pabianice        | 15 mai 1932        |
| 40,39 m  | Jadwiga Wajs        | Łódź             | 16 mai 1932        |
| 40,84 m  | Grete Heublein      | Hagen            | 19 juin 1932       |
| 42,43 m  | Jadwiga Wajs        | Łódź             | 19 juin 1932       |
| 43,08 m  | Jadwiga Wajs        | Chorzów          | 15 juillet 1933    |
| 43,795 m | Jadwiga Wajs        | Londres          | 11 août 1934       |
| 44,34 m  | Gisela Mauermayer   | Ulm              | 2 juin 1935        |
| 44,76 m  | Gisela Mauermayer   | Nuremberg        | 4 juin 1935        |
| 45,53 m  | Gisela Mauermayer   | Munich           | 23 juin 1935       |
| 46,10 m  | Gisela Mauermayer   | Iéna             | 29 juin 1935       |
| 47,12 m  | Gisela Mauermayer   | Dresde           | 25 août 1935       |
| 48,31 m  | Gisela Mauermayer   | Dresde           | 11 juillet 1936    |
| 53,25 m  | Nina Dumbadze       | Moscou           | 8 août 1948        |
| 53,37 m  | Nina Dumbadze       | Gori             | 27 mai 1951        |
| 53,61 m  | Nina Romashkova     | Odessa           | 9 août 1952        |
| 57,04 m  | Nina Dumbadze       | Tbilissi         | 18 octobre 1952    |
| 57,15 m  | Tamara Press        | Rome             | 12 septembre 1960  |
| 57,43 m  | Tamara Press        | Moscou           | 15 juillet 1961    |
| 58,06 m  | Tamara Press        | Sofia            | 1er septembre 1961 |
| 58,98 m  | Tamara Press        | Londres          | 20 septembre 1961  |
| 59,29 m  | Tamara Press        | Moscou           | 19 mai 1963        |
| 59,70 m  | Tamara Press        | Moscou           | 11 août 1965       |
| 61,26 m  | Liesel Westermann   | São Paulo        | 5 novembre 1967    |
| 61,64 m  | Christine Spielberg | Regis-Breitingen | 26 mai 1968        |
| 62,54 m  | Liesel Westermann   | Werdohl          | 24 juillet 1968    |
| 62,70 m  | Liesel Westermann   | Berlin           | 18 juin 1969       |
| 63,96 m  | Liesel Westermann   | Hambourg         | 27 septembre 1969  |
| 64,22 m  | Faina Melnyk        | Helsinki         | 12 août 1971       |
| 64,88 m  | Faina Melnyk        | Munich           | 4 septembre 1971   |
| 65,42 m  | Faina Melnyk        | Moscou           | 31 mai 1972        |
| 65,48 m  | Faina Melnyk        | Augsbourg        | 24 juin 1972       |
| 66,76 m  | Faina Melnyk        | Moscou           | 4 août 1972        |
| 67,32 m  | Argentina Menis     | Bucarest         | 23 septembre 1972  |
| 67,44 m  | Faina Melnyk        | Riga             | 25 mai 1973        |
| 67,58 m  | Faina Melnyk        | Moscou           | 11 juillet 1973    |
| 69,48 m  | Faina Melnyk        | Édimbourg        | 7 septembre 1973   |
| 69,90 m  | Faina Melnyk        | Prague           | 27 mai 1974        |
| 70,20 m  | Faina Melnyk        | Zurich           | 20 août 1975       |
| 70,50 m  | Faina Melnyk        | Sotchi           | 24 avril 1976      |
| 70,72 m  | Evelin Jahl         | Dresde           | 12 août 1978       |
| 71,50 m  | Evelin Jahl         | Potsdam          | 10 mai 1980        |
| 71,80 m  | Maria Petkova       | Sofia            | 15 juillet 1980    |
| 73,26 m  | Galina Savinkova    | Leselidze        | 23 mai 1983        |
| 73,36 m  | Irina Meszynski     | Prague           | 17 août 1984       |
| 74,56 m  | Zdenka Šilhavá      | Nitra            | 26 août 1984       |
| 76,80 m  | Gabriele Reinsch    | Neubrandenburg   | 9 juillet 1988     |

## Autres catégories d'âge
Le record du monde junior masculin du lancer du disque (d'un poids de 1,750 kg au lieu de 2 kg) est actuellement détenu par l'Ukrainien Mykyta Nesterenko avec 70,13 m, établi le 24 mai 2008 à Halle. L'Allemande Ilke Wyludda est détentrice du record du monde junior féminin en réalisant 74,40 m le 13 septembre 1988 à Berlin.
Les meilleures performances mondiales cadets sont également la propriété de Mykyta Nesterenko (77,50 m le 19 mai 2008 à Kiev avec un poids de 1,500 kg) et d'Ilke Wyludda (65,86 m le 1er août 1986 à Neubrandenburg).
| Record                                          | Athlète           | Marque  | Date        | Lieu  |
| ----------------------------------------------- | ----------------- | ------- | ----------- | ----- |
| Record du monde junior (1,750 kg)               | Mykyta Nesterenko | 70,13 m | 24 mai 2008 | Halle |
| Meilleure performance mondiale cadet (1,500 kg) | Mykyta Nesterenko | 77,50 m | 19 mai 2008 | Kiev  |

| Record                               | Athlète      | marque  | Date              | Lieu           |
| ------------------------------------ | ------------ | ------- | ----------------- | -------------- |
| Record du monde junior               | Ilke Wyludda | 74,40 m | 13 septembre 1988 | Berlin         |
| Meilleure performance mondiale cadet | Ilke Wyludda | 65,86 m | 1er août 1986     | Neubrandenburg |